# Un taxi pour trois
Pour plus de détails, voir Fiche technique et Distribution.
Un taxi pour trois (Taxi para tres) est un film chilien réalisé par Orlando Lübbert, sorti en 2001.

## Synopsis
Deux malfrats forcent un chauffeur de taxi a les emmener sur les lieux de leurs crimes.

## Fiche technique
- Titre : Un taxi pour trois
- Titre original : Taxi para tres
- Réalisation : Orlando Lübbert
- Scénario : Orlando Lübbert
- Musique : Edu Zvetelman
- Photographie : Patricio Riquelme
- Montage : Alberto Ponce
- Société de production : Corfo, Fondart et Orlando Lübbert Producciones Audiovisuales
- Pays :  Chili
- Genre : Policier, drame et thriller
- Durée : 90 minutes
- Dates de sortie : 
  -  Chili : 2 août 2001
  -  France : 29 janvier 2003

## Distribution
- Alejandro Trejo : Ulises
- Fernando Gómez Rovira : Coto
- Daniel Muñoz : Chavelo
- Elena Milea : Mme. Cartera

## Distinctions
Le film a reçu la Coquille d'or au festival international du film de Saint-Sébastien.